# Дрізд сальвадорський
Дрізд сальвадорський (Turdus infuscatus) — вид горобцеподібних птахів родини дроздових (Turdidae). Мешкає в Мексиці і Центральній Америці.

## Опис
Довжина птаха становить 23 см. Самці мають повністю чорне забарвлення. Самиці переважно бурі, горло у них поцятковане рудувато-коричневими смужками. Дзьоб жовтий, міцний, лапи жовті, навколо очей жовті кільця.

## Поширення і екологія
Сальвадорські дрозди мешкають в горах південної Мексики, Гватемали, Гондурасу і Сальвадору, трапляються на півночі Нікарагуа. Вони живуть в середньому і верхньому ярусах вологих гірських тропічних лісів. Зустрічаються переважно на висоті від 1200 до 3500 м над рівнем моря. Живляться комахами, червами і дрібними плодами. В Мексиці сезон розмноження триває з травня по липень. Гніздо чашоподібне, зроблене з моху. В кладці 1-2 синіх яйця.